# Пчелињи восак
Пчелињи восак је нуспроизвод пчела радилица које га стварају лучењем воштаних жлезда како би направиле саће. Те воштане жлезде су трансформисане хипердермалне ћелије хитинског омотача и налазе се по четири пара на централној страни тела. Споља су покривене глатком прозирном кутикулом (тзв. огледалима). 
За лучење воска пчелама је потребан мед и поленов прах. Восак се из воштаних жлезда испушта у облику танког секрета и у додиру са ваздухом стврдњава у облику ситних и прозирних плочица. Пчеле изграђују саће тако што жваћу воштане плочице и мешају их са пљувачком, па их дограђују у основе у облику шестоугаоних ћелија. 

## Особине воска
Боја воска је беле преко жуте до жуто мрке, што зависи од обојених материја које прелазе из поленових зрнаца у восак. Восак је тврд, нешто жилав, непровидан, пријатног мириса, а гњечењем постаје пластичан, не раствара се у води, али се лако раствара у етеру, бензину, хлороформу и сл. Једно јако пчелиње друштво може да у току године произведе 5-7 kg воска максимално.
Топи се на температури од 62 до 72 °C.

## Хемијски састав
У хемијском смислу, восак спада у класу простих липида. Његова структура је слична структури масти. У састав пчелињег воска улазе: 70-75% естри, 11-17% угљоводоници, 12-15% органске масне киселине, 0,1-2,5% вода, као и виши алкохоли, каротеноиди, ароматичне и минералне супстанце и специјалне примене као што су полен и прополис. Специфична тежина воска на температури од +15 °C је 0,956 - 0,969, он се лако топи на температури од 56-64 °C и мирише на мед биљака од којих је сакупљен, а дужим стајањем мирис ишчезава.

## Восак у прошлости
У давна времена восак се употребљавао у медицини за справљање мелена и воскових боја. Стари грчки историчар Херодот оставио је податак о балсамовању лешева воском. На првом Васељенском црквеном сабору 325. године у Никеји донето је правило да се од чистог воска праве свеће за верске обреде како би се "као шртве паљенице приносиле живом Богу за захваљивање за све савршене дарове које смо од њега примили" (пре тога уместо једне свећице, спаљиване су животиње, теле, овца, голубови и др.).
Стари Грци и Римљани премазивали су воском плоче и по њима писали уз помоћ зашиљених предмета. Воском су осветљавали своје домове, балсамовали лешеве и користили га у медицини за припрему разних мелема, а употребљавали су га и при изради воскових боја.
Пчелињи восак се користи у народној медицини готово исто толико колико и мед. Познато је да се у старо доба, посебно код старих Словена, није полазило на пут без мало меда и воска. Говори се и да су људи у ратовима преживљавали тако што су данима жвакали по парче воска.

## Примена воска
Восак има данас велику примену у фармацеутској индустрији при изради; фластера, масти и мелема, а у медицини има примену у мулажирању где улази у састав основног формираног и изливног материјала у различитим случајевима хируршке праксе.
Восак се сматра универзалном сировином јер се може користити за око 2000 различитих намена. Ипак, у пракси се највише користи за израду воштаних сатних основа, ради убрзавања и усмеравања изградње пчелињег саћа, као и у производњи свећа воштаница.
Користи се у лечењу синуса, поленске кијавице, астме, фарингитиса, ларингитиса, чира на желуцу, лечењу рана, бронхитиса, алергија, реуме, отока, ишчашења, чишћење каменца са зуба.
Восак се користи и код ливења злата и златних полуга за премазивање калупа у које се сипа растопљено злато. То се чини да не би дошло до „лепљења“ злата за калуп.